# Département de l'Enfance, de l'Égalité, du Handicap, de l'Intégration et de la Jeunesse (Irlande)
Le Département de l'Enfance, de l'Égalité, du Handicap, de l'Intégration et de la Jeunesse  (anglais : Department of Children, Equality, Disability, Integration and Youth ou irlandais : An Roinn Leanaí, Comhionannais, Míchumais, Lánpháirtíochta agus Óige) est un département d'État (ou ministère) du gouvernement de l'Irlande. 
Il est dirigé par le ministre de l'Enfance, de l'Égalité, du Handicap, de l'Intégration et de la Jeunesse.

## Histoire
Le département a été créé par une modification en 1956 de la loi sur les ministres et les secrétaires (Ministers and Secretaries Acts) sous le nom de Department of the Gaeltacht (Département de la Gaeltacht). Des fonctions sont transférées entre ce département et d'autres départements à plusieurs reprises. Le département actuellement responsable de la Gaeltacht est le département du Tourisme, de la Culture, des Arts, de la Gaeltacht, des Sports et des Médias. 
Le siège officiel est installé au 50–58 Lwr Baggot St, Dublin 2. Plusieurs ministres travaillent en coopération :
- Ministre de l'Enfance, de l'Égalité, du Handicap, de l'Intégration et de la Jeunesse : Roderic O'Gorman
  - Secrétaire d’État aux Personnes handicapées : Anne Rabbitte
- Secrétaire général du département : Fergal Lynch

### Statuts
Le département a été appelé par les noms suivants :
- Département de la Gaeltacht (1956-1993)
- Département des Arts, de la Culture et de la Gaeltacht (1993-1997)
- Département des Arts, du Patrimoine, de la Gaeltacht et des Iles (1997-2002)
- Département des Affaires communautaires, rurales et du Gaeltacht (2002-2010)
- Département des Affaires communautaires, de l'Egalité et de Gaeltacht (2010-2011)
- Département de l'Enfance et de la Jeunesse (2011-2020)
- Département de l'Enfance, de l'Égalité, du Handicap, de l'Intégration et de la Jeunesse (2020-en cours)